# Kirchdorf (Kelheim járás)
Kirchdorf település Németországban, azon belül Bajorországban. Lakosainak száma 938 fő (2023. december 31.).

## Népesség
A település népessége az elmúlt években az alábbi módon változott:
| Lakosok száma | 725  | 960  | 685  | 735  | 900  | 929  | 942  | 944  | 908  | 938  |
|               | 1875 | 1950 | 1975 | 1987 | 2012 | 2014 | 2016 | 2017 | 2021 | 2023 |